# Roman Drahan
Roman Drahan (ur. 30 września 1931 w Niżankowicach koło Przemyśla, zm. 1 lutego 1998) – polski poeta.
Ukończył Studium Nauczycielskie (Wrocław). Debiutował na łamach tygodnika „Nowa Kultura” jako poeta. W latach 1957–1965 pracował w szkolnictwie.

## Tomiki poezji
- W widnokręgu kreta
- Miary
- Oswajanie
- Kontrapunkt
- Godziny czuwania
- Godzina i lata czuwania